# جیم گاردینر
جیم گاردینر (انگلیسی: Jim Gardiner؛ ۲۵ اکتبر ۱۹۳۰ – ۱۹ آوریل ۲۰۱۶) ورزشکار روئینگ اهل ایالات متحده آمریکا بود.
وی در مسابقات کشوری و بین‌المللی در مجموع برندهٔ ۱ مدال نقره شده‌است.